# Pablo Milanés
Pour les articles homonymes, voir Milanés.
Pablo Milanés, né le 24 février 1943 à Bayamo (Cuba) et mort le 22 novembre 2022 à Madrid (Espagne), est un compositeur, chanteur et guitariste cubain de nueva trova, un genre musical fondé sur des textes poétiques et engagés qui ont surgi dans la foulée de la révolution cubaine de 1959.
Son œuvre est caractérisée par des textes poétiques et profonds et une musique influencée par le genre filin. En tant que créateur et interprète, il a exploité presque tous les genres de la musique populaire cubaine et latino-américaine. Il est l'auteur de chansons de renommée internationale telles que Yolanda et Vivir.
Lauréat de deux Latin Grammy Awards (2006) et d'une statuette pour l'excellence musicale (2015), il a combiné des genres et des sonorités qui oscillent entre tradition et modernité puisque sa discographie englobe le filin, le jazz, la rumba, le son et le boléro, répartis sur cinquante albums.

## Biographie
Pablo Milanés a étudié au conservatoire municipal de La Havane. Il est considéré comme l'un des fondateurs la nueva trova avec Silvio Rodriguez ou Noel Nicola. De nombreux artistes ont collaboré avec lui, parmi lesquels Silvio Rodriguez, Joaquin Sabina, Ana Belén, Joan Manuel Serrat, Víctor Manuel, Los Van Van, Piero, Lilia Vera, Caco Senante, etc. Ses chansons les plus célèbres sont Yolanda, Yo me quedo, Amo a esta isla, Yo no te pido et El breve espacio en que no estás.
À l'âge de 23 ans, Pablo Milanés a été emprisonné dans les Unités militaires d'aide à la production (UMAP), camps de travail destinés à rééduquer les Cubains qualifiés d'homosexuels, religieux ou d'autres déviances, selon les normes du régime castriste.
En 1996, il effectue une autre longue tournée en Espagne, en compagnie du chanteur asturien Víctor Manuel, avec qui il fait environ vingt-cinq représentations. En 1997, il repart en tournée en Europe, au Portugal et en Italie, en Amérique latine (Costa Rica, Venezuela, Colombie et Chili) et au Lincoln Center de New York.
Il remporte, entre autres, le Prix national de la musique cubaine et le Latin Grammy for Musical Excellence.
À la suite des manifestations anti-gouvernementales du 11 juillet 2021, Pablo Milanés indique qu'il est « irresponsable et absurde de blâmer et réprimer un peuple qui s'est sacrifié pendant des décennies pour soutenir ce régime ».
À Cuba, il a donné son dernier concert dans le populaire colisée de la Ciudad Deportiva (Cité des Sports), devant des milliers de personnes, au cours d'une soirée marquée par des chansons emblématiques et d'autres de son dernier album Días de Luz, dont la tournée de promotion l'a conduit sur des scènes aux États-Unis et en Espagne.
Il est le père des chanteuses Haydée Milanés (née en 1980), Lynn Milanés et Suylén Milanés Bennet, morte en janvier 2022 à la suite d’un accident vasculaire cérébral,.
Il meurt le 22 novembre 2022 à l'âge de 79 ans, à Madrid en Espagne.

## Discographie
La discographie de Milanés compte plus de quarante albums solo, auxquels il faut ajouter une quinzaine d'œuvres avec le Groupe d'Expérimentation Sonore ICAIC (GESI), ainsi que son grand nombre d'œuvres dans des albums collectifs et des collaborations avec d'autres artistes.
- 1974 – Versos José Martí Cantados por Pablo Milanés
- 1975 – Canta a Nicolás Guillén
- 1976 – Pablo Milanés
- 1978 – No me pidas
- 1979 – Aniversario
- 1979 – Años avec Luis Peña
- 1980 – Canta a la resistencia popular chilena
- 1981 – El pregón de las flores avec Lilia Vera
- 1981 – Filin
- 1982 – Yo me quedo
- 1983 – El guerrero
- 1984 – Comienzo y final de una verde mañana
- 1984 – Ao vivo no Brasil
- 1986 – Querido Pablo
- 1986 – Años 2 avec Luis Peña et Octavio Sánchez (Cotán)
- 1987 – Buenos días América
- 1987 – Trovadores avec Armando Garzón
- 1988 – Proposiciones
- 1989 – Filin 2
- 1989 – Filin 3
- 1990 – Identidad
- 1991 – Canto de la abuela
- 1991 – Filin 4
- 1991 – Filin 5
- 1992 – Años 3 avec Luis Peña (El Albino), Compay Segundo